# Skoll (satelit)
Skoll sau Saturn XLVII (denumirea provizorie S/2006 S 8 ) este un satelit retrograd neregulat al lui Saturn. Descoperirea sa a fost anunțată de Scott S. Sheppard⁠(d), David C. Jewitt⁠(d) și Jan Kleyna pe 26 iunie 2006, din observațiile efectuate între 5 ianuarie și 30 aprilie 2006. 
Skoll are un diametru de aproximativ 6 kilometri (presupunând un albedo de 0,04) și îl orbitează pe Saturn la o distanță medie de 17,6 Gm (milioane km) în 869 de zile, urmând o orbită foarte excentrică și moderat înclinată. O perioadă de rotație de 7.26±0.04 ore a fost obținută de Cassini–Huygens în 2016, dar acest lucru este în dezacord puternic cu datele din 2013 din motive necunoscute; o posibilă explicație este variația vitezei de rotație și a axei din cauza oscilației Milankovitch.
A fost numit în aprilie 2007  după Sköll, un lup uriaș din mitologia nordică, fiul lui Fenrir și fratele geamăn al lui Hati.